# (7767) Tomatic
(7767) Tomatic est un astéroïde de la ceinture principale.

## Description
(7767) Tomatic est un astéroïde de la ceinture principale. Il fut découvert le 13 septembre 1991 à Tautenburg par Lutz Dieter Schmadel et Freimut Börngen. Il présente une orbite caractérisée par un demi-grand axe de 2,37 UA, une excentricité de 0,13 et une inclinaison de 6,0° par rapport à l'écliptique.

## Compléments